# Sede Chemed
Sede Chemed (hebr. ‏שדי חמד‎) – moszaw położony w samorządzie regionu Derom ha-Szaron, w Dystrykcie Centralnym, w Izraelu.
Leży na równinie Szaron, w otoczeniu miast Hod ha-Szaron i Kefar Sawa, miasteczka Dżaldżulja, moszawów Chagor, Eliszama i Newe Jamin oraz wioski Mattan. Na północny wschód od wioski przebiega granica terytoriów Autonomii Palestyńskiej, która jest strzeżona przez mur bezpieczeństwa. Po stronie palestyńskiej znajdują się miasta Kalkilja i Habla.

## Historia
Moszaw został założony w 1952 przez mieszkańców miast, którzy postanowili zmienić styl życia na wiejski. Nazwa została zaczerpnięta z Księgi Izajasza 32:12

Bijcie się w piersi nad losem pól rozkosznych, nad owocodajną winnicą.

Jednym z założycieli Sede Chemed, jeszcze jako wsi młodzieżowej, był rabin Szelomo Lorincz.

## Kultura i sport
W moszawie jest ośrodek kultury oraz boisko do piłki nożnej.

## Gospodarka
Gospodarka moszawu opiera się na intensywnym rolnictwie i sadownictwie.

## Komunikacja
Na wschód od moszawu przebiega autostrada nr 6, brak jednak możliwości bezpośredniego wjazdu na nią. Z moszawu wyjeżdża się na południowy wschód na drogę nr 444 , którą jadąc na północ dojeżdża się do drogi ekspresowej nr 55  (Kefar Sawa-Nablus), zaś jadąc na południe dojeżdża się do miasteczka Dżaldżulja, drogi nr 531  i moszawu Chagor. Drogą nr 531 jadąc na wschód dojeżdża się do wjazdu na autostradę nr 6, zaś jadąc na zachód dojeżdża się do drogi ekspresowej nr 40  (Kefar Sawa-Ketura).